# Plaza Pellegrini

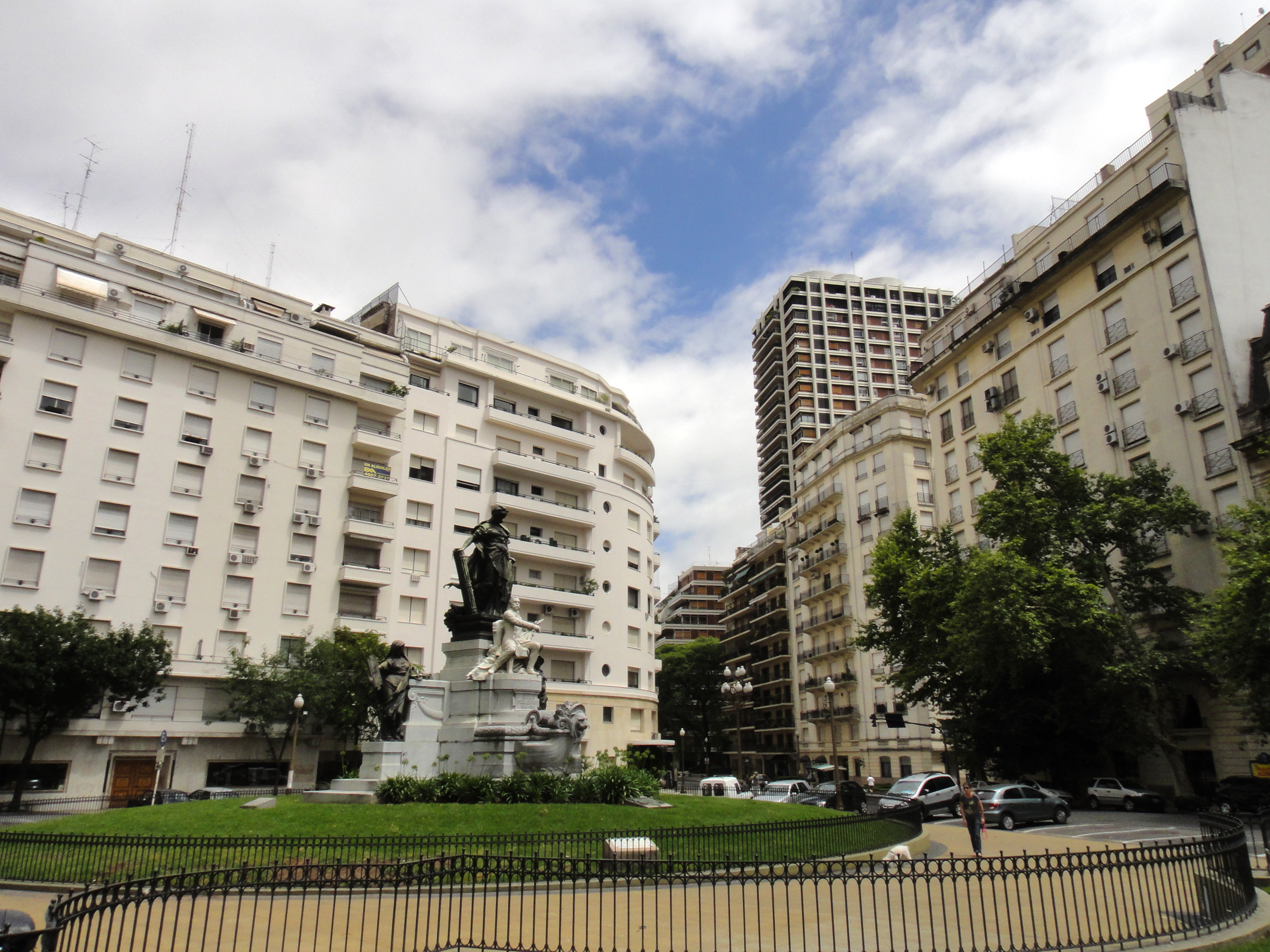
La Plaza Pellegrini

La Plaza Carlos Pellegrini es un pequeño espacio público verde en la ciudad de Buenos Aires. Ubicado en el comienzo de la tradicional Avenida Alvear en Retiro, está rodeado por antiguas residencias palaciegas y edificios de departamentos de alta categoría.

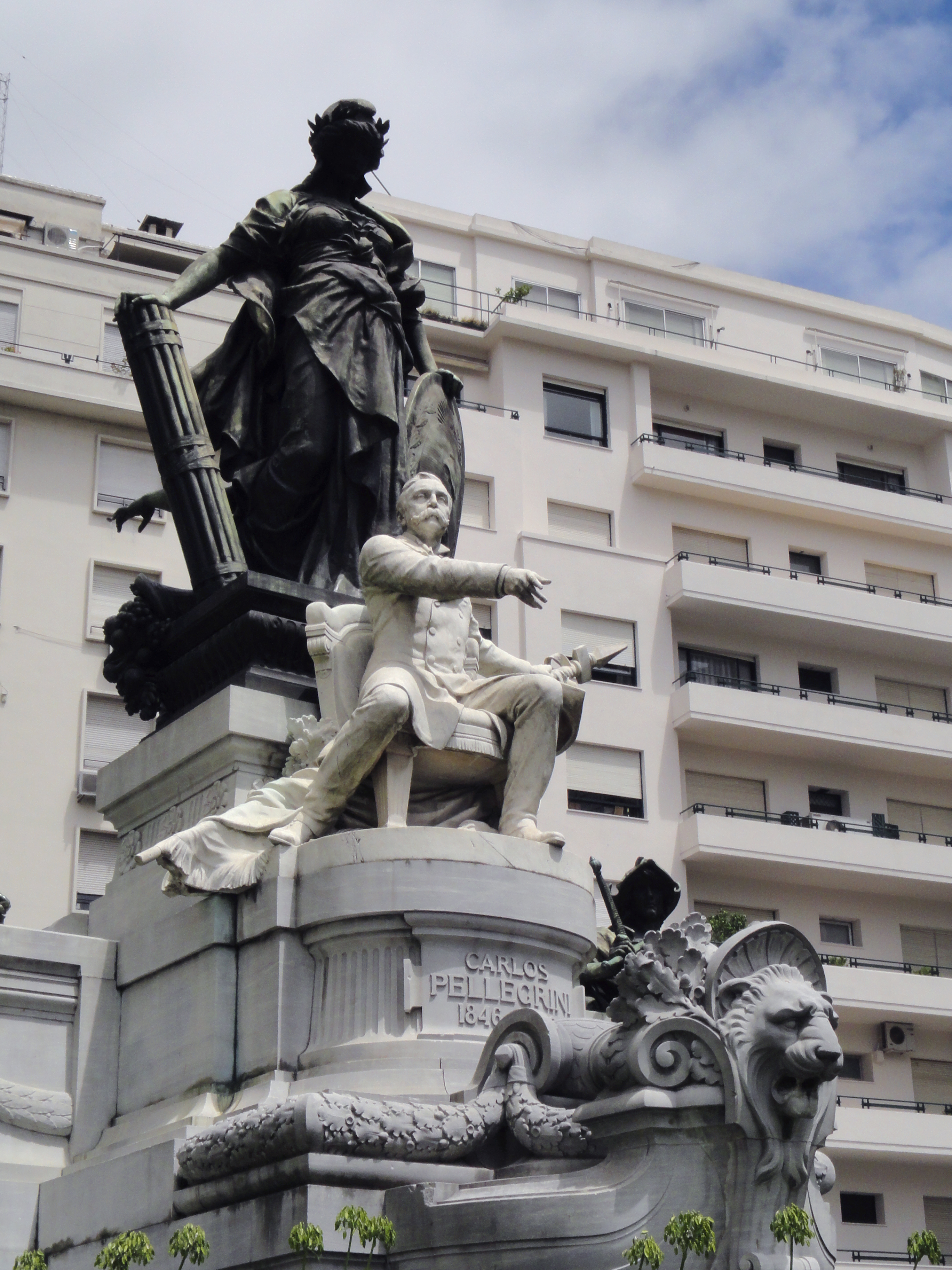
El Monumento a Pellegrini

El Monumento a Carlos Pellegrini domina la plazoleta desde 1914. Este grupo escultórico realizado en mármol de Carrara y bronce por el escultor francés Félix Coutan, presenta a quien fuera Presidente de la Nación entre 1890 y 1892, rodeado por figuras alegóricas de la República, la justicia y el progreso. La plaza cuenta con una fuente ornamental y bancos públicos.

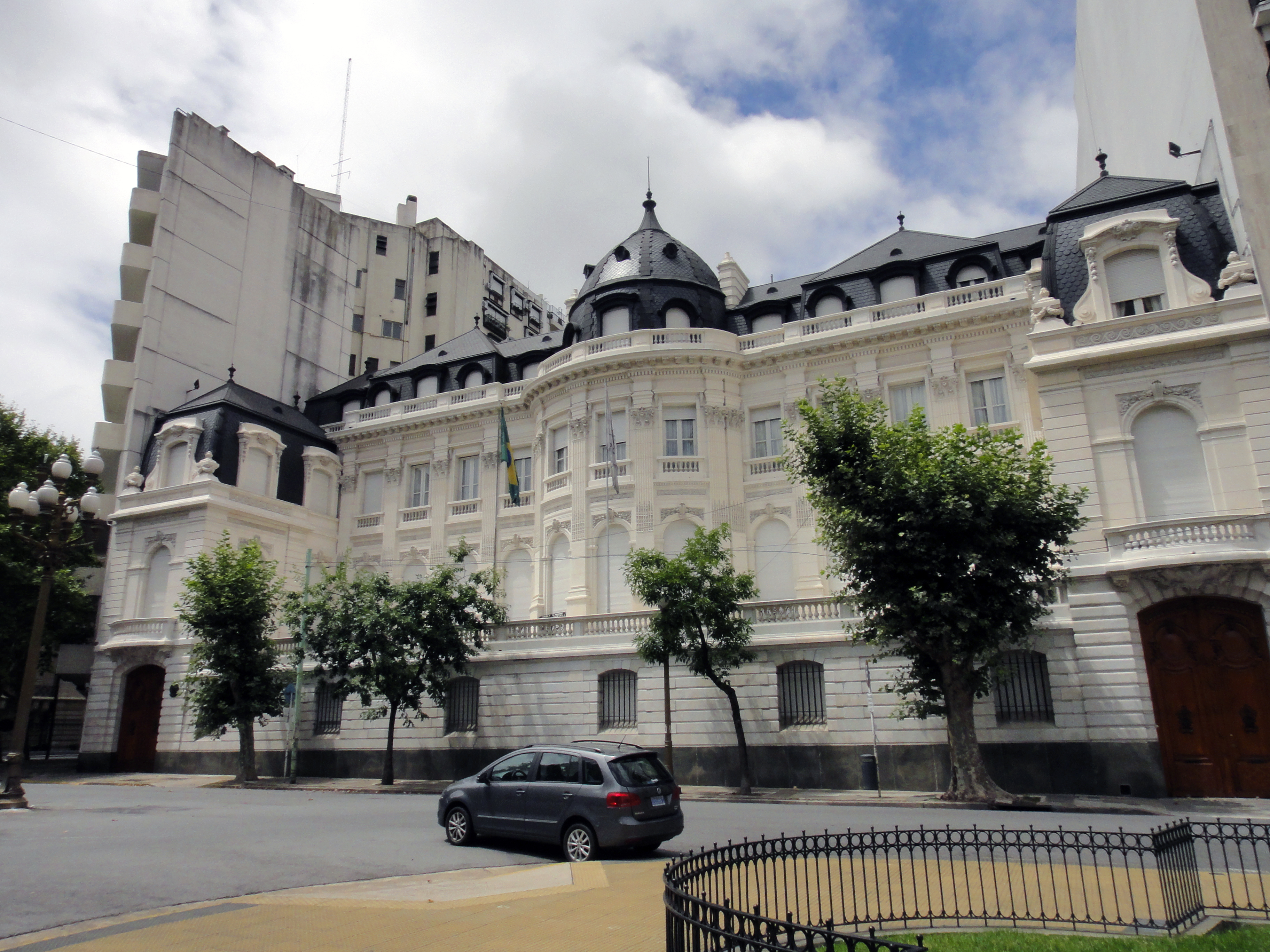
El Palacio Pereda

El entorno de la Plaza Pellegrini es uno de los más imponentes de Buenos Aires, y a comienzos del siglo XX tuvo algunas de las residencias más lujosas de Buenos Aires, aunque a partir de la década de 1930 fueron demolidas frenéticamente, y hoy sobreviven unas pocas. Entre ellas se destaca por su tamaño el imponente Palacio Pereda (hoy Embajada de Brasil), ocupando casi una cuadra entera sobre la calle Arroyo. En la esquina de la calle Cerrito está el fastuoso Palacio Ortiz Basualdo (hoy Embajada de Francia), y sobre la Avenida Alvear está la residencia Unzué de Casares (hoy sede social del Jockey Club). El resto de las construcciones alrededor de la plaza se reparten entre edificios de departamentos de influencia francesa, algunos ejemplos de racionalismo de fines de los años '30 y un par de fachadas modernas de la década de 1950.